# National Mall
A National Mall nemzeti park az Amerikai Egyesült Államok fővárosa, Washington szívében, az Independence Avenue és a Constitution Avenue között, a Capitoliumtól a Lincoln-emlékműig. Amerikai nemzeti szimbólumokkal teli terület, amelyet évente mintegy huszonötmillióan látogatnak meg, Amerikából és a világ minden tájáról.
Hivatalos neve National Mall and Memorial Parks (NAMA), és általában hozzáértik a nyugatra fekvő Nyugat-Potomac Parkot (West Potomac Park) és az Alkotmány Kerteket (Constitution Gardens) is.
Nyolcvan történelmi szimbolikájú építmény található a parkban, valamint 35 díszített medence és szökőkút. Növényzete is tervezett, kétezer amerikai szil (Ulmus americana) és háromezer japán cseresznyefa, tulipánok, árvácskák és évelők ezrei díszítik. A parkban rendelkezésre álló szolgáltatások a sportolásra is sokféle lehetőséget nyújtanak.
A Park honlapja ezt írja: „A NAMA arra kínál lehetőséget az amerikaiaknak, hogy megérinthesse őket örökségünk. Iskolások, családok, külföldi látogatók, veteránok és felfrissülni vágyók ezrei keresik fel nap mint nap. A park rangerek, kiállítások, publikációk és egyéb szolgáltatások segítik őket és gyönyörködhetnek a Washington-emlékműtől és a Régi Posta Hivatal Toronytól (Old Post Office Tower) nyíló panorámában. A Fehér Ház, a kormány és a Kongresszus személyzete is ugyanezeket a szolgáltatásokat veszi igénybe, hogy ízelítőt adhassanak a külföldi előkelőségeknek az amerikai történelemből és kultúrából.”

## A park méretei
- A Capitolium lépcsőitől a Lincoln-emlékműig 3 km (1,9 mérföld).
- A Washington-emlékmű lépcsőitől a Park 1,8 km (1,2 mérföld) széles.
- A Grant-szobortól a Lincoln-emlékműig a Park területe 1 251 000 m² (309,2 acre).

## Nemzeti jelképek
A parkban találhatók több más közt a következő amerikai nemzeti emlékművek:
- Washington-emlékmű
- Thomas Jefferson-emlékmű
- Lincoln-emlékmű
- Franklin Delano Roosevelt-emlékmű
- Második világháborús emlékmű
- A Koreai Háborús Veteránok Emlékműve
- A Vietnami Veteránok Emlékműve
- Martin Luther King-emlékmű (Martin Luther King, Jr. Memorial)

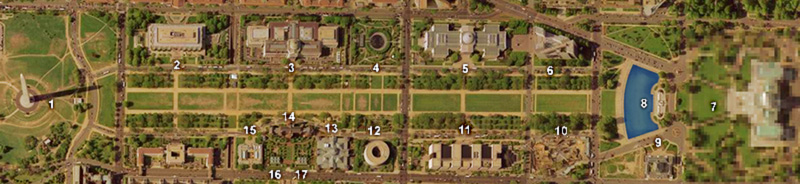
A USGS műhold kepe a National Mallról 2002. április 26-án. A Capitoliumot és környékét (a kép jobb oldalán) elhomályosították a kibocsátott fotón, valószínűleg biztonsági okokból. A számok a következőket jelölik:

| 1. Washington Monument 2. National Museum of American History 3. National Museum of Natural History 4. National Gallery of Art Sculpture Garden 5. West Building of the National Gallery of Art 6. East Building of the National Gallery of Art 7. Capitolium 8. Ulysses S. Grant Memorial 9. United States Botanic Garden | 10. National Museum of the American Indian (építés alatt a kép készültekor 11. National Air and Space Museum 12. Hirshhorn Museum and Sculpture Garden 13. Arts and Industries Building 14. Smithsonian Institution Building ("The Castle") 15. Freer Gallery of Art 16. Arthur M. Sackler Gallery 17. National Museum of African Art |

## Fordítás
Ez a szócikk részben vagy egészben  a   National Mall című angol Wikipédia-szócikk ezen változatának fordításán alapul.  Az eredeti cikk szerkesztőit annak laptörténete sorolja fel. Ez a jelzés csupán a megfogalmazás eredetét és a szerzői jogokat jelzi, nem szolgál a cikkben szereplő információk forrásmegjelöléseként.